# Copa de la CEI 1995
La Copa de la CEI 1995 es la tercera edición de este torneo de fútbol a nivel de clubes organizado por la Unión de Fútbol de Rusia que cuenta con la participación de 16 equipos representantes de los países de la antigua Unión Soviética.
El FC Spartak de Moscú de Rusia venció al FC Dinamo Tbilisi de Georgia en la final jugada en Moscú para ser campeón por tercera ocasión consecutiva en la primera edición del torneo en la que participa un representante de Ucrania.

## Participantes
| Equipo                | Clasificación                                                        | Apariciones |
| --------------------- | -------------------------------------------------------------------- | ----------- |
| Spartak Moscú         | Campeón de la 1994 Russian Top League                                | 3           |
| Shakhtar Donetsk      | 2º de la 1993–94 Vyshcha Liha                                        | 1           |
| Dinamo Minsk          | Campeón de la 1993–94 Belarusian Premier League                      | 2           |
| Žalgiris Vilnius      | Líder de la 1994–95 A Lyga tras el receso invernal                   | 1           |
| Skonto Riga           | Campeón de la 1994 Latvian Higher League                             | 3           |
| Flora Tallinn         | Campeón de la 1993–94 Meistriliiga                                   | 1           |
| Zimbru Chișinău       | Campeón de la 1993–94 Moldovan National Division                     | 3           |
| Dinamo Tbilisi        | Campeón de la 1993–94 Umaglesi Liga                                  | 3           |
| Neftchi Baku          | Líder de la 1994–95 Azerbaijan Top League tras el receso invernal    | 2           |
| Shirak Gyumri         | Campeón de la 1994 Armenian Premier League                           | 1           |
| Yelimay Semipalatinsk | Campeón de la 1994 Kazakhstan Premier League                         | 1           |
| Nuravshon Bukhara     | 2º lugar de la 1994 Uzbek League                                     | 1           |
| Sitora Dushanbe       | Campeón de la 1994 Tajik League                                      | 2           |
| Kant-Oil              | Campeón de la 1994 Kyrgyzstan League                                 | 1           |
| Köpetdag Aşgabat      | Campeón de la 1994 Ýokary Liga                                       | 3           |
| Rusia                 | Equipo no oficial, no es elegible para avanzar de la fase de grupos. | 2           |

## Fase de grupos

### Grupo A
| Equipo           | J | G | E | P | GF | GC | GD  | Pts |
| ---------------- | - | - | - | - | -- | -- | --- | --- |
| Spartak Moscú    | 3 | 3 | 0 | 0 | 13 | 1  | +12 | 9   |
| Žalgiris Vilnius | 3 | 2 | 0 | 1 | 8  | 4  | +4  | 6   |
| Neftchi Baku     | 3 | 1 | 0 | 2 | 1  | 6  | -5  | 3   |
| Sitora Dushanbe  | 3 | 0 | 0 | 3 | 0  | 11 | -11 | 0   |

| 29 de enero de 1995 | Neftchi Baku | 0 – 1 | Žalgiris Vilnius | Spartak Manege, Moscú                                   |                                                         |
|                     |              |       | Vencevičius 54'  | Asistencia: 1,000 espectadores Árbitro(s): Viktor Derdo | Asistencia: 1,000 espectadores Árbitro(s): Viktor Derdo |

| 29 de enero de 1995 | Spartak Moscú                                      | 4 – 0 | Sitora Dushanbe | CSKA Palace of Sports, Moscú                               |                                                            |
|                     | Mukhamadiev 18' · Tsymbalar 26' 87' · V.Onopko 47' |       |                 | Asistencia: 4,300 espectadores Árbitro(s): Slavik Kazaryan | Asistencia: 4,300 espectadores Árbitro(s): Slavik Kazaryan |

| 30 de enero de 1995 | Sitora Dushanbe | 0 – 6 | Žalgiris Vilnius                                                          | Spartak Manege, Moscú                                    |                                                          |
|                     |                 |       | Jankauskas 1' 44' · Mikulėnas 25' 65' · Balsevičius 80' · Preikšaitis 88' | Asistencia: 500 espectadores Árbitro(s): Babur Khaydarov | Asistencia: 500 espectadores Árbitro(s): Babur Khaydarov |

| 30 de enero de 1995 | Spartak Moscú                                                      | 5 – 0 | Neftchi Baku | CSKA Palace of Sports, Moscú                               |                                                            |
|                     | Vyalichka 20' · Tsymbalar 31' 75' · Mukhamadiev 50' · Kechinov 55' |       |              | Asistencia: 3,200 espectadores Árbitro(s): Boriss Adjutovs | Asistencia: 3,200 espectadores Árbitro(s): Boriss Adjutovs |

| 31 de enero de 1995 | Neftchi Baku  | 1 – 0 | Sitora Dushanbe | Spartak Manege, Moscú                                       |                                                             |
|                     | Vahabzade 17' |       |                 | Asistencia: 150 espectadores Árbitro(s): Abdygany Radzhapov | Asistencia: 150 espectadores Árbitro(s): Abdygany Radzhapov |

| 31 de enero de 1995 | Žalgiris Vilnius | 1 – 4 | Spartak Moscú                                                     | CSKA Palace of Sports, Moscú                                  |                                                               |
|                     | Urbonas 20'      |       | Kechinov 30' · Pisarev 56' · Tsymbalar 58' · Nikiforov 80' (pen.) | Asistencia: 4,000 espectadores Árbitro(s): Alexander Koulakov | Asistencia: 4,000 espectadores Árbitro(s): Alexander Koulakov |

### Grupo B
| Equipo           | J | G | E | P | GF | GC | GD  | Pts |
| ---------------- | - | - | - | - | -- | -- | --- | --- |
| Skonto Riga      | 3 | 2 | 1 | 0 | 10 | 1  | +9  | 7   |
| Köpetdag Aşgabat | 3 | 1 | 2 | 0 | 5  | 1  | +4  | 5   |
| Dinamo Minsk     | 3 | 1 | 1 | 1 | 10 | 7  | +3  | 4   |
| Kant-Oil         | 3 | 0 | 0 | 3 | 1  | 17 | -16 | 0   |

| 29 de enero de 1995 | Köpetdag Aşgabat                                                       | 4 – 0 | Kant-Oil | Spartak Manege, Moscú                                    |                                                          |
|                     | Seydiev 13' (pen.) · Annadurdiyew 35' · K.Meredow 54' · Nurmyradow 82' |       |          | Asistencia: 500 espectadores Árbitro(s): Valentin Ivanov | Asistencia: 500 espectadores Árbitro(s): Valentin Ivanov |

| 29 de enero de 1995 | Skonto Riga                                                                              | 6 – 0 | Dinamo Minsk | Dynamo Manage, Moscú                                        |                                                             |
|                     | Zemļinskis 2' (pen.) · Semjonovs 41' · Astafjevs 53' · Štolcers 55' · Jeļisejevs 72' 88' |       |              | Asistencia: 2,000 espectadores Árbitro(s): Sergei Khusainov | Asistencia: 2,000 espectadores Árbitro(s): Sergei Khusainov |

| 30 de enero de 1995 | Köpetdag Aşgabat | 0 – 0 | Skonto Riga | Dynamo Manage, Moscú                                     |  |
|                     |                  |       |             | Asistencia: 800 espectadores Árbitro(s): Viktor Filippov |  |

| 30 de enero de 1995 | Kant-Oil | 0 – 9 | Dinamo Minsk | CSKA Palace of Sports, Moscú                              |                                                           |
|                     |          |       | Putilo 10' · Mayorov 37' · Kachura 62' 74' · Demenkovets 64' · Zhuravel 67' · Astrowski 70' · Charnyawski 79' 83' | Asistencia: 1,000 espectadores Árbitro(s): Oleg Timofejev | Asistencia: 1,000 espectadores Árbitro(s): Oleg Timofejev |

| 31 de enero de 1995 | Dinamo Minsk | 1 – 1 | Köpetdag Aşgabat   | Dynamo Manage, Moscú                                          |                                                               |
|                     | Zhuravel 27' |       | Seydiev 56' (pen.) | Asistencia: 500 espectadores Árbitro(s): Vladimir Ovchinnikov | Asistencia: 500 espectadores Árbitro(s): Vladimir Ovchinnikov |

| 31 de enero de 1995 | Skonto Riga                                                         | 4 – 1 | Kant-Oil     | Spartak Manege, Moscú                                   |                                                         |
|                     | Štolcers 37' · Zemļinskis 52' (pen.) · Klishin 70' · Sļesarčuks 78' |       | Izrailov 53' | Asistencia: 100 espectadores Árbitro(s): Yevgeni Volnin | Asistencia: 100 espectadores Árbitro(s): Yevgeni Volnin |

### Grupo C

#### Tabla No Oficial
| Equipo                | J | G | E | P | GF | GC | GD | Pts |
| --------------------- | - | - | - | - | -- | -- | -- | --- |
| Dinamo Tbilisi        | 3 | 3 | 0 | 0 | 10 | 3  | +7 | 9   |
| Rusia                 | 3 | 2 | 0 | 1 | 10 | 7  | +3 | 6   |
| Zimbru Chișinău       | 3 | 0 | 1 | 2 | 1  | 4  | -3 | 1   |
| Yelimay Semipalatinsk | 3 | 0 | 1 | 2 | 3  | 10 | -7 | 1   |

#### Tabla Oficial
| Equipo                | J | G | E | P | GF | GC | GD | Pts |
| --------------------- | - | - | - | - | -- | -- | -- | --- |
| Dinamo Tbilisi        | 2 | 2 | 0 | 0 | 6  | 1  | +5 | 6   |
| Zimbru Chișinău       | 2 | 0 | 1 | 1 | 0  | 2  | -2 | 1   |
| Yelimay Semipalatinsk | 2 | 0 | 1 | 1 | 1  | 4  | -3 | 1   |

| 29 de enero de 1995 | Zimbru Chișinău | 0 – 0 | Yelimay Semipalatinsk | Spartak Manege, Moscú                                   |  |
|                     |                 |       |                       | Asistencia: 500 espectadores Árbitro(s): Sergei Anokhin |  |

| 29 de enero de 1995 | Dinamo Tbilisi                                     | 4 – 2 | Rusia                      | CSKA Palace of Sports, Moscú                                  |                                                               |
|                     | Kavelashvili 3' 38' · Kinkladze 9' · Jamarauli 77' |       | Nekrasov 15' · Klyuyev 19' | Asistencia: 4,000 espectadores Árbitro(s): Alexander Koulakov | Asistencia: 4,000 espectadores Árbitro(s): Alexander Koulakov |

| 30 de enero de 1995 | Rusia                                                                                             | 6 – 2 | Yelimay Semipalatinsk     | Spartak Manege, Moscú                                       |                                                             |
|                     | Mashkarin 21' (pen.) · Gerasimov 30' · Nekrasov 32' · Konovalov 49' · Berketov 54' · Fayzulin 73' |       | Sidorov 10' · Gasanov 78' | Asistencia: 150 espectadores Árbitro(s): Takhir Souleimanov | Asistencia: 150 espectadores Árbitro(s): Takhir Souleimanov |

| 30 de enero de 1995 | Dinamo Tbilisi       | 2 – 0 | Zimbru Chișinău | Dynamo Manage, Moscú                                       |                                                            |
|                     | Kavelashvili 46' 59' |       |                 | Asistencia: 2,800 espectadores Árbitro(s): Valentin Ivanov | Asistencia: 2,800 espectadores Árbitro(s): Valentin Ivanov |

| 31 de enero de 1995 | Zimbru Chișinău | 1 – 2 | Rusia                                | Dynamo Manage, Moscú                                       |                                                            |
|                     | Miterev 43'     |       | Movsisyan 25' · Mashkarin 60' (pen.) | Asistencia: 1,000 espectadores Árbitro(s): Boriss Adjutovs | Asistencia: 1,000 espectadores Árbitro(s): Boriss Adjutovs |

| 31 de enero de 1995 | Yelimay Semipalatinsk | 1 – 4 | Dinamo Tbilisi                                    | Dynamo Manage, Moscú                                      |                                                           |
|                     | Litvinenko 36'        |       | Beradze 34' · Kavelashvili 63' · Iashvili 78' 84' | Asistencia: 3,500 espectadores Árbitro(s): Sergei Anokhin | Asistencia: 3,500 espectadores Árbitro(s): Sergei Anokhin |

### Grupo D
| Equipo            | J | G | E | P | GF | GC | GD | Pts |
| ----------------- | - | - | - | - | -- | -- | -- | --- |
| Shakhtar Donetsk  | 3 | 3 | 0 | 0 | 8  | 3  | +5 | 9   |
| Shirak Gyumri     | 3 | 2 | 0 | 1 | 6  | 4  | +2 | 6   |
| Nuravshon Bukhara | 3 | 1 | 0 | 2 | 6  | 10 | -4 | 3   |
| Flora Tallinn     | 3 | 0 | 0 | 3 | 1  | 4  | -3 | 0   |

| 29 de enero de 1995 | Nuravshon Bujará                    | 2 – 1 | Flora Tallinn | Dynamo Manage, Moscú                                            |                                                                 |
|                     | Kovshov 12' · Ishmirzaev 31' (pen.) |       | Kristal 4'    | Asistencia: 1,500 espectadores Árbitro(s): Vladimir Ovchinnikov | Asistencia: 1,500 espectadores Árbitro(s): Vladimir Ovchinnikov |

| 29 de enero de 1995 | Shakhtar Donetsk         | 2 – 1 | Shirak Gyumri | Dynamo Manage, Moscú                                        |                                                             |
|                     | Atelkin 53' · Petrov 62' |       | Petrosyan 9'  | Asistencia: 1,000 espectadores Árbitro(s): Tamaz Latsabidze | Asistencia: 1,000 espectadores Árbitro(s): Tamaz Latsabidze |

| 30 de enero de 1995 | Nuravshon Bujará                | 2 – 5 | Shakhtar Donetsk                                                               | Dynamo Manage, Moscú                                  |                                                       |
|                     | Ageev 38' · Tillyaev 81' (pen.) |       | Pohodin 23' · Matveyev 25' · Stolovytskyi 50' · Shyshchenko 82' · S.Onopko 87' | Asistencia: 1,500 espectadores Árbitro(s): Vadim Zhuk | Asistencia: 1,500 espectadores Árbitro(s): Vadim Zhuk |

| 30 de enero de 1995 | Flora Tallinn | 0 – 1 | Shirak Gyumri | Spartak Manege, Moscú                                   |                                                         |
|                     |               |       | Grigoryan 23' | Asistencia: 500 espectadores Árbitro(s): Anatolie Ianeț | Asistencia: 500 espectadores Árbitro(s): Anatolie Ianeț |

| 31 de enero de 1995 | Shakhtar Donetsk | 1 – 0 | Flora Tallinn | Spartak Manege, Moscú                                    |                                                          |
|                     | Shyshchenko 61'  |       |               | Asistencia: 200 espectadores Árbitro(s): Viktor Filippov | Asistencia: 200 espectadores Árbitro(s): Viktor Filippov |

| 31 de enero de 1995 | Shirak Gyumri                                            | 4 – 2 | Nuravshon Bukhara               | CSKA Palace of Sports, Moscú                               |                                                            |
|                     | Grigoryan 12' · Vardanyan 29' 43' (pen.) · Markaryan 35' |       | Ageev 32' · Sharipov 59' (pen.) | Asistencia: 2,500 espectadores Árbitro(s): Eldar Ramazanov | Asistencia: 2,500 espectadores Árbitro(s): Eldar Ramazanov |

## Fase Final

### Semifinales
| 2 de febrero de 1995 | Dinamo Tbilisi       | 1 – 0 | Shakhtar Donetsk | CSKA Palace of Sports, Moscú                                |                                                             |
|                      | Kinkladze 86' (pen.) |       |                  | Asistencia: 4,500 espectadores Árbitro(s): Sergei Khusainov | Asistencia: 4,500 espectadores Árbitro(s): Sergei Khusainov |

| 2 de febrero de 1995 | Spartak Moscú                                      | 3 – 0 | Skonto Riga | CSKA Palace of Sports, Moscú                                |                                                             |
|                      | Tsymbalar 40' · Nikiforov 60' (pen.) · Pisarev 90' |       |             | Asistencia: 4,400 espectadores Árbitro(s): Tamaz Latsabidze | Asistencia: 4,400 espectadores Árbitro(s): Tamaz Latsabidze |

### Final
| 4 de febrero de 1995 | Spartak Moscú                                                               | 5 – 1 | Dinamo Tbilisi | CSKA Palace of Sports, Moscú                          |                                                       |
|                      | Pisarev 13' · Alenichev 58' · Mukhamadiev 61' · Kechinov 83' · Tikhonov 85' |       | Kinkladze 63'  | Asistencia: 6,500 espectadores Árbitro(s): Vadim Zhuk | Asistencia: 6,500 espectadores Árbitro(s): Vadim Zhuk |

## Campeón
| Copa de la CEI 1995           |
| ----------------------------- |
| Bandera de Rusia              |
| FC Spartak de Moscú 3º Título |

## Máximos goleadores
| # | Futbolista           | Equipo         | Goles |
| - | -------------------- | -------------- | ----- |
| 1 | Ilya Tsymbalar       | Spartak Moscú  | 6     |
| 2 | Mikheil Kavelashvili | Dinamo Tbilisi | 5     |
| 3 | Valery Kechinov      | Spartak Moscú  | 3     |
| 3 | Mukhsin Mukhamadiev  | Spartak Moscú  | 3     |
| 3 | Nikolai Pisarev      | Spartak Moscú  | 3     |
| 3 | Georgi Kinkladze     | Dinamo Tbilisi | 3     |